# Kapa (religia)

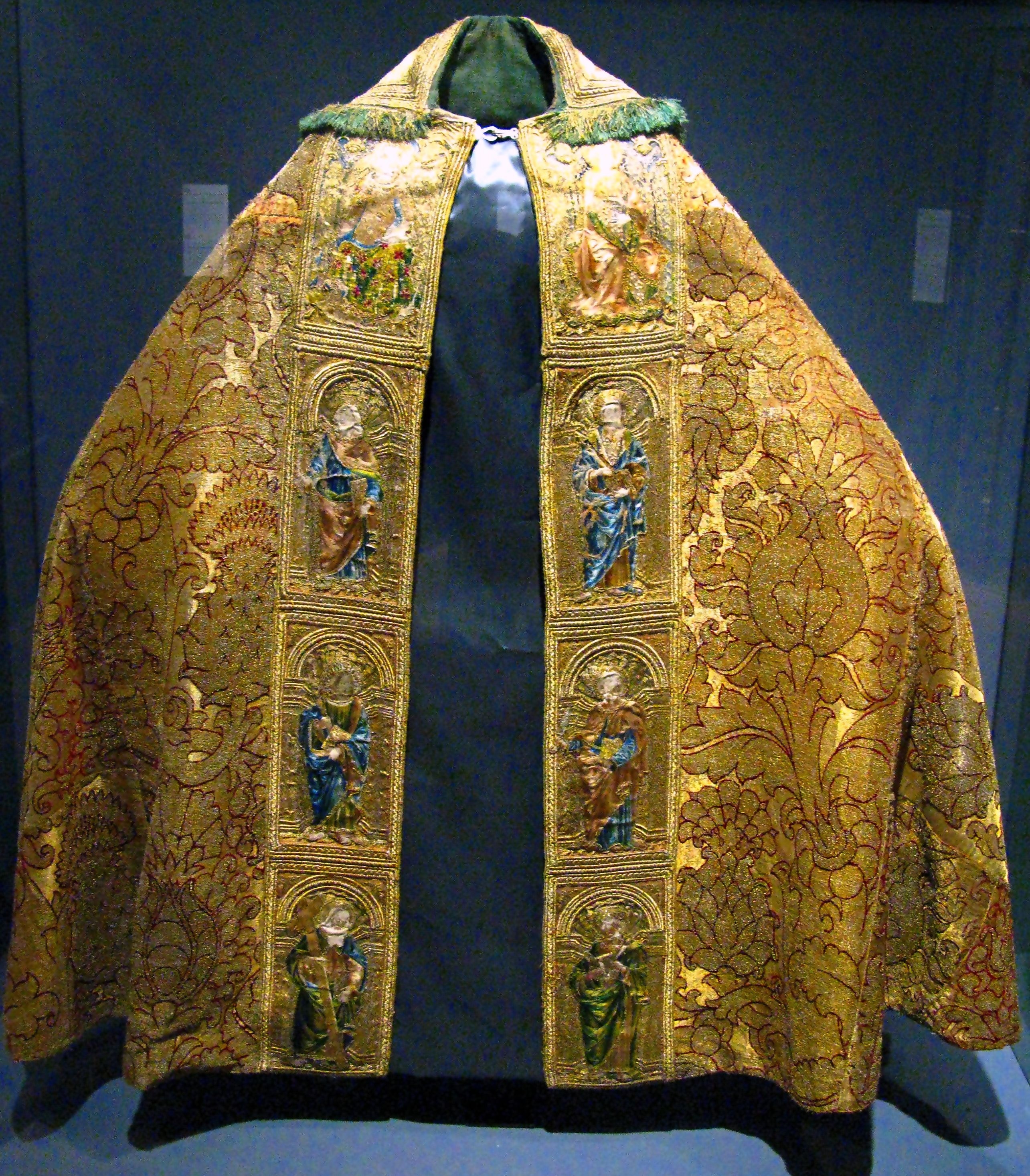
Renesansowa kapa brokatowa projektu Domenico Ghirlandaio, Siedmiogród, ostatnia ćwierć XV wieku

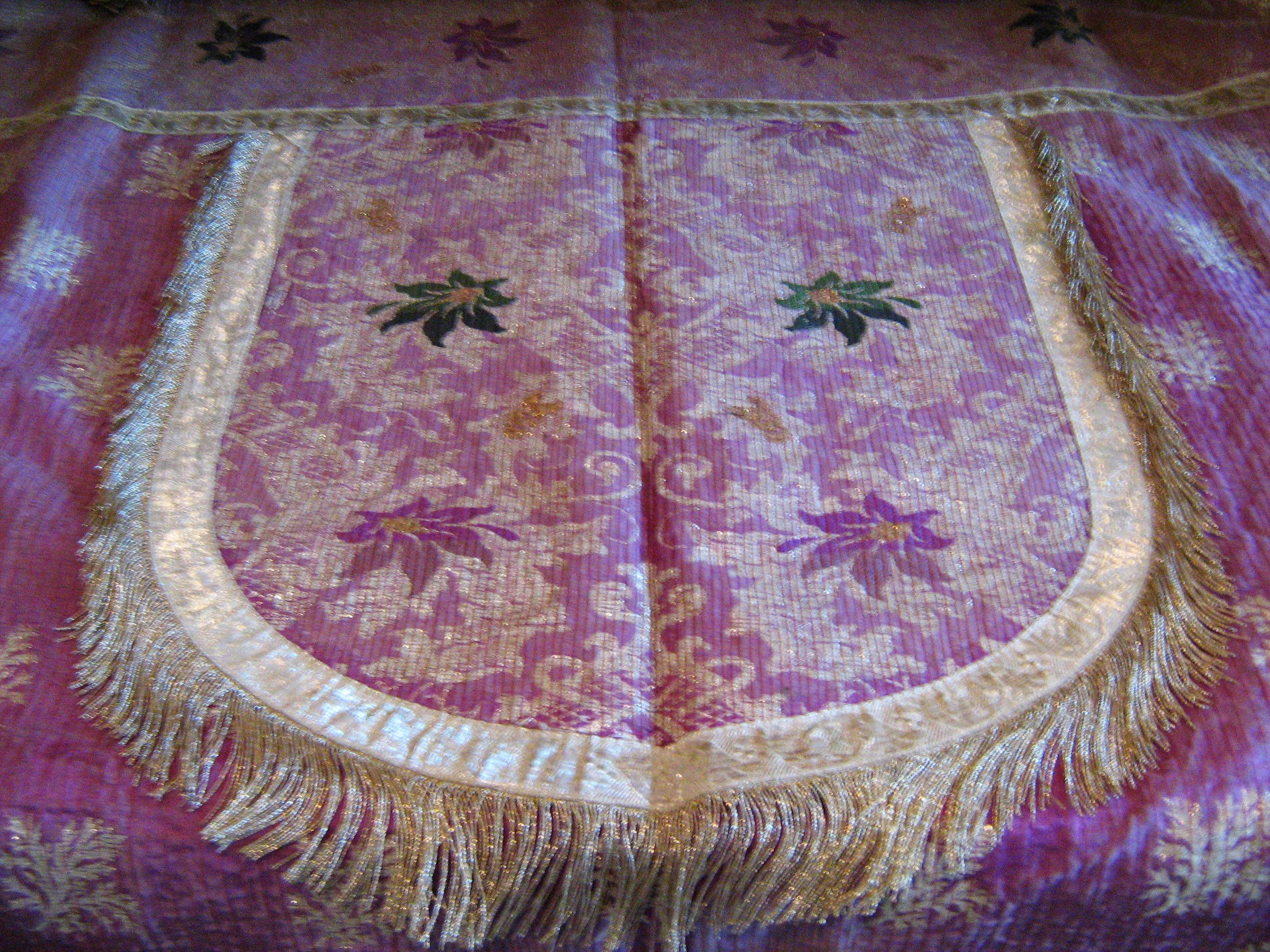
XVII - wieczna kapa „rzymska” z różowej materii rypsowej (wykonana we Francji). Kaptur - lamowany galonami ze srebrogłowiu opatrzonego frędzlami - ozdobiony jest barokowymi motywami wykonanymi z nici srebrnych. Suknię kapy zdobią srebrne „płatki śniegu”. Parament z kościoła pw. św. Stanisława Biskupa i Męczennika w Racławicach

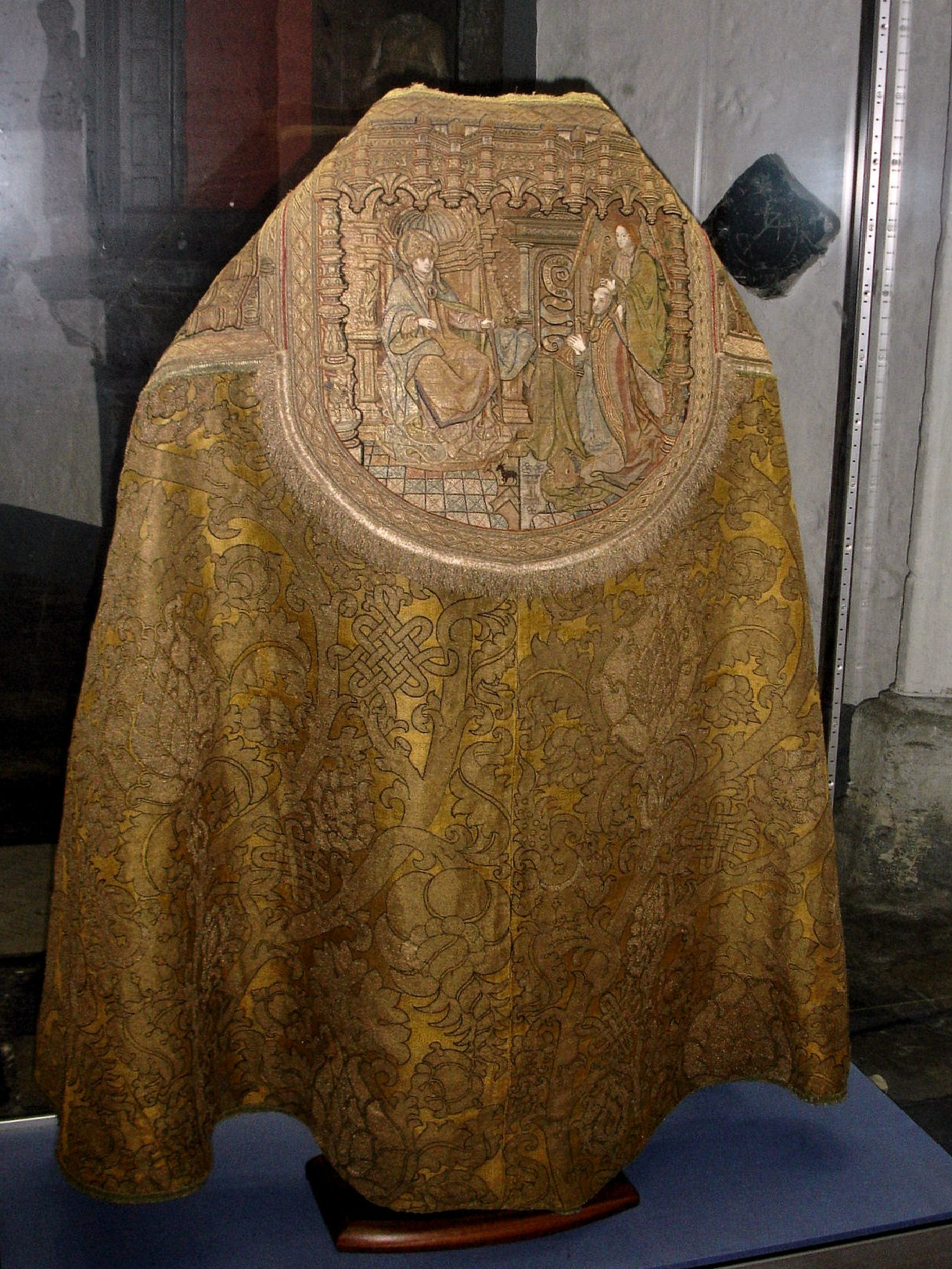
XV - wieczna „gotycka” kapa. Parament z katedry św. Bawona w Gandawie

Kapa (pluwiał) – szata liturgiczna zwana nieszpornikiem, używana przez kapłana (w Polsce także diakona) poza mszą świętą, np. w czasie sprawowania sakramentów chrztu czy małżeństwa, wspólnotowej Liturgii Godzin (OWLG 255), pogrzebów, nabożeństw paraliturgicznych czy procesji z Najświętszym Sakramentem (np. w czasie uroczystości Bożego Ciała). Nie ma jednoznacznej symboliki. Jest to rodzaj długiej peleryny sięgającej stóp, zapinanej na piersiach. Zakłada się ją na komżę lub albę oraz stułę. Jej kolor wskazują rubryki obrzędów i jest uzależniony od sprawowanej czynności (biały dla chrztu, małżeństwa, kultu eucharystycznego, czarny lub fioletowy dla pogrzebu) lub koloru oficjum. W liturgii Kościoła Katolickiego stosowana lokalnie od schyłku VIII w., od XI w. powszechnie.